# Персональные мастерские Академии художеств
Персональные мастерские — в системе художественного образования Российской империи, Советского Союза и современной России самостоятельные творческие и учебные образования в структуре высших учебных заведений (Императорской Академии художеств, советских и современных российских институтов — учреждений Академии художеств СССР и Российской академии художеств), возглавляемые ведущими художниками и педагогами, в которых студенты проводили основную часть своего обучения, как правило, начиная с третьего курса и до завершения работы над дипломным проектом.

## История

### 1893—1917
Персональные мастерские в Академии художеств возникли как часть реформы 1893—1894 годов. «Временный устав», утверждённый в конце 1893 года, разделил старую Академию на два учреждения: на собственно Академию (Академическое Собрание в составе президента, вице-президента, конференц-секретаря, 60 действительных и 20 почётных членов Академии), государственное учреждение «для поддержания, развития и распространения искусства в России», и на учебное заведение — Высшее художественное училище при Академии. Оба располагались в Петербурге в историческом здании Императорской Академии художеств на Университетской набережной.
В ВХУ классы с дежурными профессорами заменили персональные мастерские под постоянным руководством ведущих педагогов. Четырёхлетнему обучению в них у профессора-руководителя предшествовали два года занятий в «общих классах» рисования с натуры. «Впервые ученики академии, освободившись от узких рамок специализации в классах исторической, портретной, жанровой, батальной и пейзажной живописи, получили возможность учиться искусству в мастерских под руководством известных мастеров, где они смогли почувствовать вкус к свободе творчества».
Реформа 1893—1894 годов, хоть и с опозданием, открыла двери искусству передвижников, вместе с которым в Академию пришли новые профессора, среди которых выделялась фигура Ильи Репина. Мастерская для него была специально перестроена из других помещений верхнего этажа Императорской Академии художеств. Руководить другими персональными мастерскими были приглашены Владимир Маковский, Иван Шишкин, Архип Куинджи, Алексей Кившенко, позднее Александр Киселёв, Дмитрий Кардовский, Николай Дубовской, Василий Савинский, Николай Самокиш, Василий Матэ. Почти все они были активными деятелями Товарищества передвижников.
Изменениям подверглись и сами принципы преподавания искусства. Впечатления учащихся хорошо передаёт следующее мнение Анны Остроумовой-Лебедевой, учившейся в Академии в 1890-х годах: «Моделями для нас теперь служат старик мужик, отставной лакей, мастеровой, вдова, приказчик, девочка…Классицизм долой! Первое время моя модель просто отталкивала своим безобразием, но теперь я работаю с удовольствием, так как нашла более глубокую красоту — выразить на холсте самую жизнь со всеми её достоинствами и недостатками».
Хотя формально деление мастерских по жанрам ещё сохранялось (так, мастерская Репина считалась мастерской исторической живописи, Владимира Маковского — жанровой, Кившенко — батальной, Куинджи и Шишкина — пейзажной), однако на практике его не существовало. У Куинджи и Маковского писали картины на исторические темы, у Репина — портреты и пейзажи. При выборе учеником мастерской основным критерием было то, какой живописец ближе ему по духу. Именно личность педагога определяла не только круг сюжетов, но и понимание вопросов искусства.
Преподавательская деятельность Репина, Куинджи, Кардовского, Матэ стала яркой страницей истории русского искусства. В мастерской Репина в отдельные годы было до девяносто учеников, в числе которых: Дмитрий Кардовский, Борис Кустодиев, Осип Браз, Николай Фешин, Иван Билибин, Игорь Грабарь, Константин Сомов, Филипп Малявин, Митрофан Греков, Исаак Бродский, Александр Любимов и многие другие. Среди учеников мастерской Куинджи были Константин Богаевский, Константин Вроблевский, Виктор Зарубин, Николай Химона, Николай Рерих, Аркадий Рылов, Вильгельм Пурвитис, Фердинанд Рушиц, Александр Борисов, Евгений Столица, Николай Калмыков и другие. Все они оставались преданными учителю до конца жизни. Рерих впоследствии вспоминал: «Куинджи любил учеников. Это была какая-то особенная любовь, которая иногда существует в Индии, где понятие учителя-гуру облечено особым пониманием».

### Советский период
События 1917 года перевернули жизнь Академии и ВХУ. Декретом Совнаркома от 12 апреля 1918 года Академия как академическое Собрание была упразднена. Тем же декретом вместо ВХУ в стенах Академии учреждались Петроградские государственные свободные художественно-учебные мастерские (ПГСХУМ). Согласно уставу нового учебного заведения учащиеся получили право свободно выбирать себе руководителя. Двадцать голосов учащихся давали право любому избранному ими профессору открыть свою мастерскую. Желающим работать без руководителя предоставлялась и такая возможность. На 15 лет Академия художеств (так с 1921 года на некоторое время опять называлось учебное заведение) стала ареной борьбы сторонников «левых» взглядов и «старой» школы по вопросу о путях развития искусства и художественного образования.
Разрушительный для академической школы период завершился в октябре 1932 года принятием постановления ВЦИК и СНК РСФСР «О создании Академии художеств». Институт пролетарского изобразительного искусства (так к тому времени называлось высшее учебное заведение) был преобразован в Институт живописи, скульптуры и архитектуры. В 1934 году Всероссийскую Академию художеств и институт возглавил ученик Репина Исаак Бродский. На живописном и других факультетах была восстановлена система персональных мастерских, в которых студенты продолжали обучение после второго курса. Первыми руководителями мастерских стали профессора Исаак Бродский, Борис Иогансон, Василий Яковлев, Дмитрий Кардовский, Александр Осмёркин, Александр Савинов, Рудольф Френц, Павел Шиллинговский, Михаил Бобышов, Александр Матвеев. К преподаванию были привлечены известные художники и педагоги Павел Наумов, Иван Билибин, Александр Любимов, Василий Шухаев, Михаил Бернштейн, Семён Абугов, Николай Пунин, Виктор Синайский, Матвей Манизер, Леонид Овсянников, Иван Степашкин, Евгений Лансере, Анна Остроумова-Лебедева, Дмитрий Киплик, Пётр Бучкин, Константин Рудаков и другие.
В основу подготовки будущих живописцев было положено овладение рисунком, композицией, живописью, а также историей искусств. Были повышены требования к поступающим в институт, организован рабфак и подготовительные курсы. . Специально созданная комиссия после проверки знаний студентов отчислила из института 60 учащихся ввиду их полной неподготовленности, 52 студента были переведены в подготовительный класс, 62 — со старших курсов на младшие и 173 оставлены на второй год. О строгости установившихся требований можно судить и по такому факту: из 60 человек, принятых в 1934 году на подготовительные курсы, только 11 в 1937 году стали студентами института.
В 1930-е годы процесс воссоздания и развития новой Академии художеств сопровождался дискуссиями о путях и методах воспитания молодых художников, о жанрах и отношении к тенденциям в европейском искусстве. Эти споры обнаруживали известную конкуренцию между персональными мастерскими, вовлекали в свою орбиту студентов и, как сейчас видно, немало способствовали выявлению индивидуальности молодых художников, росту разнообразия в рамках общей художественной школы, что в конечном счёте положительно сказалось на её способности к развитию.
В 1940—1950 годы наибольшую известность получили мастерские Репинского института, руководимые Иогансоном, Виктором Орешниковым, Френцем, Бобышовым и Юрием Непринцевым, позднее в 1960—1990-х — Иосифом Серебряным, Василием Соколовым, Евсеем Моисеенко, Андреем Мыльниковым, Борисом Угаровым, Петром Фоминым, Вениамином Пинчуком, Михаилом Аникушиным, Алексеем Пахомовым, Владимиром Ветрогонским, Геннадием Епифановым.
В Суриковском институте в Москве, который наряду с ЛИЖСА входил в подчинение Академии художеств СССР, персональные мастерские в конце 1930-х возглавляли Сергей Герасимов, Георгий Ряжский, Григорий Шегаль, Игорь Грабарь и Николай Чернышёв. Восстановление лучших традиций «московской школы», их преемственность связаны с именем Игоря Грабаря, возглавившего МГХИ в 1937 году. Грабарь поставил перед педагогическим коллективом задачи укрепления «профессиональных знаний» учащихся, в особенности рисунка. «Не только все великаны прошлых лет, но и мастера более близких нам эпох, которых я застал в живых, — писал Грабарь, — Мане, Дега, Ван Гог, даже Матисс и Гоген — прошли самую суровую академическую школу и, только одолев её, стали искать путей к «свободным художествам». Так как рисунок был самой сильной стороной «петербургской школы», Грабарь пытался пригласить из Ленинграда для преподавания в Москве профессора Михаила Бернштейна и выпускников Дмитрия Мочальского и Александра Деблера. Чувствуя особенности двух основных российских художественных школ, он стремился к их тесному сотрудничеству в целях взаимообогащения.
После войны в 1950—1980 годы персональными мастерскими в МГХИ руководили Мочальский, Пётр Котов, Василий Яковлев, Павел Корин, Семён Чуйков, Василий Ефанов, Евгений Кибрик, Михаил Бабурин, Николай Томский, Матвей Манизер, Г. Г. Королёв, Клавдия Тутеволь, Ю. К. Королев. Заметный след оставили в истории института мастерские Таира Салахова, Ильи Глазунова, В. М. Сидорова, П. Ф. Никонова, Т. Г. Назаренко, скульптурными мастерские Л. Е. Кербель, П. И. Бондаренко, А. И. Рукавишникова, мастерская театрально-декорационной живописи, которую возглавляли возглавляли М. П. Бобышов, М. И. Курилко, В. Ф. Рындин, М. М. Курилко-Рюмин.

### Современная Россия
В современной России персональные мастерские сохранили своё место в системе подготовки художников высшей квалификации. В частности, на факультете живописи Санкт-Петербургской академии художеств имени Ильи Репина мастерскую Репина, которой после него руководили П. П. Чистяков, И. И. Бродский, И. Э. Грабарь, В. М. Орешников, Б. С. Угаров, возглавляет профессор В. С. Песиков. Среди его учеников студенты из России, Китая, Монголии, Израиля, Дании, США, Германии, Эстонии, Азербайджана. Имя Репина, выбитое на мраморной мемориальной доске в мастерской, по выражению Ю. Г. Боброва, словно осеняет художников, учившихся и преподававших здесь все эти многие десятилетия. Среди них были академики и президенты Академии художеств, ректоры института, народные художники СССР и заслуженные деятели искусств. При всей своей творческой индивидуальности и различии эпох, в которые им довелось творить, они оставались верными «репинскому» пониманию принципов художественной школы Помимо упомянутой, действует  мастерская монументальной живописи под руководством А. К. Быстрова, мастерские станковой живописи под руководством К.В. Грачева, В. В. Загонека, Ю. В. Калюты, Х. В. Савкуева, мастерская церковно-исторической живописи под руководством А. К. Крылова, а также отделение реставрации, возглавляемое Ю. Г. Бобровым.
Традиция персональных мастерских продолжается и на других факультетах Академии художеств.